# Ugo I di Chalon
Ugo (Hugues in francese, Hug in catalano e Hugo in latino; 960 circa – Auxerre, 4 novembre 1039) è stato conte di Chalon, dal 987 e vescovo di Auxerre, dal 999 alla morte.

## Origine
Secondo la Histoire de Chalon-sur-Saône, Ugo era figlio del Conte di Chalon, Lamberto di Digione e della Contessa di Chalon, Adele di Borgogna, che, secondo lo storico André Duchesne (1584-1640), considerato il padre della storiografia francese, nel suo Histoire généalogique de la maison de Vergy era la figlia del conte di Châlon, d'Autun, di Digione, di Beaune, di Vergy e d'Avalon, conte di Troyes e duca di Borgogna, Giselberto di Chalon e di Ermengarda di Borgogna, figlia del conte di Autun, conte di Auxerre, primo duca dei Burgundi prima col titolo di marchese e poi col titolo di duca di Borgogna ed infine conte di Troyes, Riccardo di Autun detto il Giustiziere, e di Adelaide (?-dopo il 14 luglio 929) figlia del conte di Auxerre e di Borgogna, Corrado II, della famiglia dei Guelfi e di Waldrada.

Secondo il Recueil des chartes de l'abbaye de Saint-Benoît-sur-Loire, Lamberto di Digione era figlio del visconte di Digione, Roberto e della moglie Ingeltrude, di cui non si conoscono gli ascendenti.

## Biografia
Ugo era con i genitori, quando, secondo la Histoire de Chalon-sur-Saône Lamberto fondò il monastero di Paray-le-Monial, in una località detta Val d'Or; il documento n° 165 del Cartulaire du prieuré de Paray-le-Monial, ordre de Saint-Benoît controfirmato dalla moglie Adele e dal figlio, Ugo (Adalaidis uxoris eius et Hugonis filii eiu) conferma che Lamberto (Comes domnus Lambertus) fondò il monastero di Paray-le-Monial.

Probabilmente Ugo era già avviato ad una carriera ecclesiastica; infatti divenne canonico della chiesa di Autun.
Suo padre, Lamberto, morì, nel 978, e fu sepolto nel monastero di Paray-le-Monial, avendo Ugo, eseguito le volontà del padre, come ci viene confermato dai documenti 3, 4 e 5 del Cartulaire du prieuré de Paray-le-Monial.
Sua madre, Adele, dopo essere rimasta vedova, nel 979 si sposò in seconde nozze, col terzo Conte di Angiò, Goffredo, detto Grisegonelle, che governò la contea di Chalon, per una decina d'anni. 

Dopo il matrimonio della madre, Ugo (Hugo filius Lanberti comitis) fece una donazione al monastero di Cluny assieme al patrigno, Goffredo (Gausfredus comes) e alla madre (Adeleidis uxor mea), come ci viene riportato dal documento nà 1474 del Recueil des Chartes de Cluny, tomus 2.

Poi, nel 980, confermò una donazione assieme alla madre (Adalaidis comitissæ humilis et Hugonis filii eius), come ci viene riportato dal documento n° 1537 del Recueil des Chartes de Cluny, tomus 2.
Dopo la morte di Goffredo, nel 987, Ugo entrò in possesso della contea, mentre sua madre, Adele, dopo essere rimasta vedova per la seconda volta, si ritirò in convento, dove morì poco dopo il suo secondo marito,Goffredo I d'Angiò.

Infatti, nella donazione fatta al monastero di Cluny, nel 988, in suffragio dell'anima del padre (pro absolutione patris Lantberti), Ugo viene citato col titolo di conte (Hugo comes), come ci viene riportato dal documento n° 1794 del Recueil des Chartes de Cluny, tomus 3.
Prima della fine del secolo, Ugo viene citato sempre col titolo di conte (Domnus Hugo comes Cabilonensium), anche assieme alla madre, Adele alla sorella Matilde e al nipote Tebaldo di Semur in diversi documenti del Cartulaire du prieuré de Paray-le-Monial, ordre de Saint-Benoît.
Nel 999 Ugo divenne vescovo di Auxerre; infatti il documento delle Preuves de l'Histoire civile et ecclésiastique, ancienne et moderne de la ville et cité de Chalon sur Saone, datato 999, cita Ugo come conte e vescovo (Hugone comite Cabilonensi et Episcopo Autisiodorensi).
Nel 1013, Ugo dovette combattere il conte di Mâcon, che aveva invaso la contea di Chalon, e due anni dopo, organizzò un sinodo per regolare la vita religiosa.
Secondo il Recueil des Chartes de Cluny, tomus 3, Ugo fece due donazioni al monastero di Cluny:
- la n° 2722 (Hugo episcopus Autisiodorensium)[15]
- la n° 2729 (Ugo comes et episcopus)[16].

Tra il 1015 ed il 1025, Ugo fu al fianco del re dei Franchi, Roberto II di Francia e riuscirono a pacificare la Borgogna.
Ugo nel 1035 fece un pellegrinaggio in Terra Santa e al suo ritorno fece ricostruire la cattedrale di Auxerre, che era andata distrutta in un incendio, e si ritirò nell'Abbazia di San Germano di Auxerre, dove, il 4 novembre 1039, morì.

Nel titolo di Conte di Chalon gli succedette il nipote (figlio della sorella Matilde), Tebaldo di Semur.

## Discendenza
Di Ugo, che non aveva preso moglie, non si conosce alcuna discendenza.

### Fonti primarie
- (LA)  Monumenta Germaniae Historica, Scriptores, tomus III.
- (LA)  Recueil des Chartes de Cluny, tomus 2.
- (LA)  Recueil des Chartes de Cluny, tomus 3.
- (LA)  Recueil des chartes de l'abbaye de Saint-Benoît-sur-Loire.
- (LA)  Cartulaire du prieuré de Paray-le-Monial, ordre de Saint-Benoît.
- (LA)  Histoire civile et ecclésiastique, ancienne et moderne de la ville et cité de Chalon sur Saone.

### Letteratura storiografica
- René Poupardin, I regni carolingi (840-918), in «Storia del mondo medievale», vol. II, 1979, pp. 583–635
- Louis Halphen, Il regno di Borgogna, in «Storia del mondo medievale», vol. II, 1979, pp. 807–821
- (FR)  Histoire de Chalon-sur-Saône.
- (FR)  Histoire de Chalon-sur-Saône du VIIIème au XIIIème.
- (FR)  André Duchesne, Histoire généalogique de la maison de Vergy.